# Mordsharz-Festival

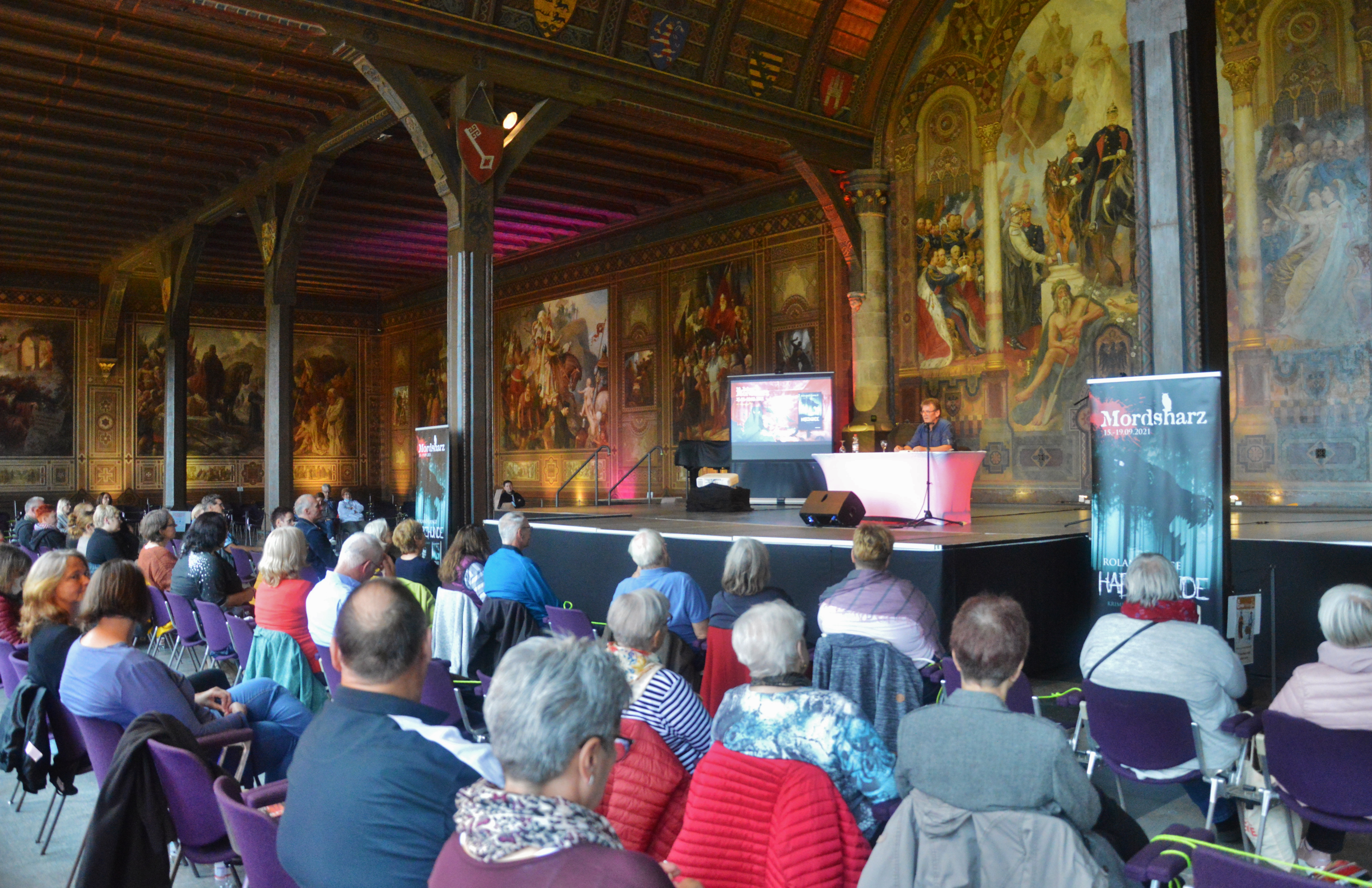
Autor Roland Lange liest beim Mordsharz-Festival 2021 in der Kaiserpfalz zu Goslar

Das Mordsharz-Festival ist ein 2011 gegründetes internationales Literaturfestival für Kriminalromane und Thriller. Es findet jedes Jahr im September an verschiedenen Orten im Harz statt.
Seit 2018 wird auf dem Mordsharz-Festival der Literaturpreis Harzer Hammer zur Förderung von Nachwuchsautoren vergeben.

## Geschichte
Das mehrtägige Mordsharz-Festival wurde im Jahr 2011 gegründet. An wechselnden Orten im Harz werden länderübergreifend in Niedersachsen, Sachsen-Anhalt und Thüringen bei zahlreichen Lesungen neue literarische Werke vorgestellt. Es handelt sich dabei um Stücke von Nachwuchsautoren aus der Region, aber auch von überregionalen und internationalen Schriftstellern.
Im Rahmen eines Wettbewerbs schrieben im ersten Jahr des Festivals sogar Kinder aus der Region ihren eigenen Krimi.
Früher fanden die Lesungen in bekannten Kaffeehäusern, Hotels, Stadthallen, Kurhäusern, Schulen oder Kinos statt, heute an vielen historischen Orten, wie u. a. der Steinkirche Scharzfeld, Kaiserpfalz Goslar, Schloss Wernigerode, Fürstlicher Marstall Wernigerode, Brockenbahn, Brockenhaus,   Schloss Herzberg, Rammelsberg Goslar, Königshütte Bad Lauterberg, Remise am Markt Wernigerode, Museum Tabakspeicher Nordhausen und  dem Kloster Walkenried.
Im Laufe der Jahre wurde das Mordsharz-Festival immer internationaler; so war 2022 neben Österreich, der Schweiz, Dänemark, England und Deutschland erstmals Finnland dabei.
Die Werke werden heute auch von Moderatoren, Schauspielern und Synchronsprechern gelesen. Auch Musik und Geräuschemacher kommen heute bei einigen Lesungen zum Einsatz.
2023 ist mit dem Großen Heiligen Kreuz ein weiterer historischer Veranstaltungsort in Goslar dazu gekommen.
2024 sind mit Christopher Brookmyre und Marisa Haetzman, die unter dem Pseudonym Ambrose Parry schreiben, erstmals ein schottisches Autorenduo dabei, mit Kim Faber und Janni Pedersen ein weiteres Duo aus Dänemark.
Das Festival wird durch einige Förderer und Sponsoren unterstützt.

## Autoren
Liste der bisherigen Teilnehmer beim Mordsharz-Festival:
2024
Alex Beer, Frauke Buchholz, Mathijs Deen, Christoph Dittert / Simone Nowicki, Kim Faber, Janni Pedersen /  Uve Teschner, Alexandra Kui, Peter Godazgar, Ambrose Parry (Christopher Brookmyre / Marisa Heatzmann), Julian Mehne, Tibor Rode, Sybille Ruge, Kester Schlenz, Jan Jepsen, Anna Schneider, Karina Urbach, Christof Weigold
2023
Hardy Crueger, Matthias Edvardsson / Frederic Böhle, Linus Geschke, Peter Grandl, John A. Lindqvist / Britta Steffenhagen, Katja Lund / Markus Stephan, Klaus E. Spieldenner, Uve Teschner, Karen Sander, Thomas Raab, Axel Petermann / Petra Mattfeldt
2022
Zoë Beck, Eric Berg, Christine Brand & LightsOutOrchestra, Frauke Buchholz, Leona Deakin / Julia Nachtmann, Horst Eckert, Jens Henrik Jensen, Dietmar Wunder, H. Dieter Neumann, Ursula Poznanski, Mario Schulze, Sven Stricker, Antti Tuomainen / Peter Lontzek
2021
Bernhard Aichner, Alex Beer, Arne Dahl / Peter Lontzek, Christoph Dittert / Jörg Klinkenberg, Marc Elsberg / Dietmar Wunder, Sebastian Fitzek, Andreas Gruber, Tatjana Kruse, Roland Lange, Arno Strobel / Dietmar Wunder, Klaus-Peter Wolf / Bettina Göschl
2020
Aufgrund der weltweiten COVID-19-Pandemie hat die Veranstaltung 2020 nicht stattgefunden. Die Verleihung des Harzer Hammers wurde als Livestream mit einer Lesung von Roland Lange aus Der Fall Sartory übertragen.
2019
Christine Brand, Marc Elsberg, Hazel Frost, Frank Goldammer, Ingar Johnsrud / Dietmar Wunder, Gunnar Kunz, Susanne Mischke, Hans Rath & Edgar Rai, Ane Riel / Uve Teschner, Su Turhan, Christof Weigold
2018
Oliver Bottini, Simone Buchholz, Fiona Cummins / Dietmar Wunder, Christoph Dittert / Almut Schwacke, Horst Eckert, Romy Fölck, Olivia Kiernan / Anneke Kim Sarnau, Roland Lange, H. Dieter Neumann, Melanie Raabe, Andreas Winkelmann, Klaus-Peter Wolf / Bettina Göschl
2017
Bernhard Aichner, Zoë Beck, Alex Beer, Andreas Gruber, Kathrin R. Hotowetz, Tatjana Kruse, Volker Kutscher, Biggi Rist / Liliane Skalecki, Emelie Schepp / Julia Nachtmann, Yrsa Sigurðardóttir / Dietmar Wunder, Sven Stricker
2016
Friedrich Ani, Eric Berg, James Carol / Dietmar Wunder, Hardy Crueger, Arne Dahl / Peter Lontzek, Christoph Dittert / Jörg Klinkenberg, Andreas Föhr, Rüdiger A. Glässer, Anna Grue / Dietmar Wunder, Vincent Kliesch, Krischan Koch, Alexandra Kui
2015
Eva Almstädt, Christian Amling, Zoë Beck, Max Bentow, Christoph Dittert / Jörg Klinkenberg,
Wolfram Hänel / Ulrike Gerold, Roland Lange, Nicole Neubauer, Jenny Rogneby, Klaus-Peter Wolf
2014
Christoph Dittert, Marc Elsberg, Helmut Exner, Andreas Gruber, Elisabeth Herrmann, Stefan Holtkötter, Kathrin Hotowetz, Tatjana Kruse
2013
Roland Lange, Helmut Exner, Rita Falk, Stephanie Fey, Kathrin Hotowetz, Claudia Puhlfürst, Mick Schulz, Arno Strobel
2012
Rüdiger A. Glässer, Corina C. Klengel, Roland Lange, Susanne Mischke, Astrid Seehaus, Rainer Strecker, Leonie Swann, Andreas Winkelmann
2011
Ulf Blanck, Wolf S. Dietrich, Rüdiger A. Glässer, Corina C. Klengel, Vincent Kliesch, Roland Lange, Tom Wolf.

## Harzer Hammer

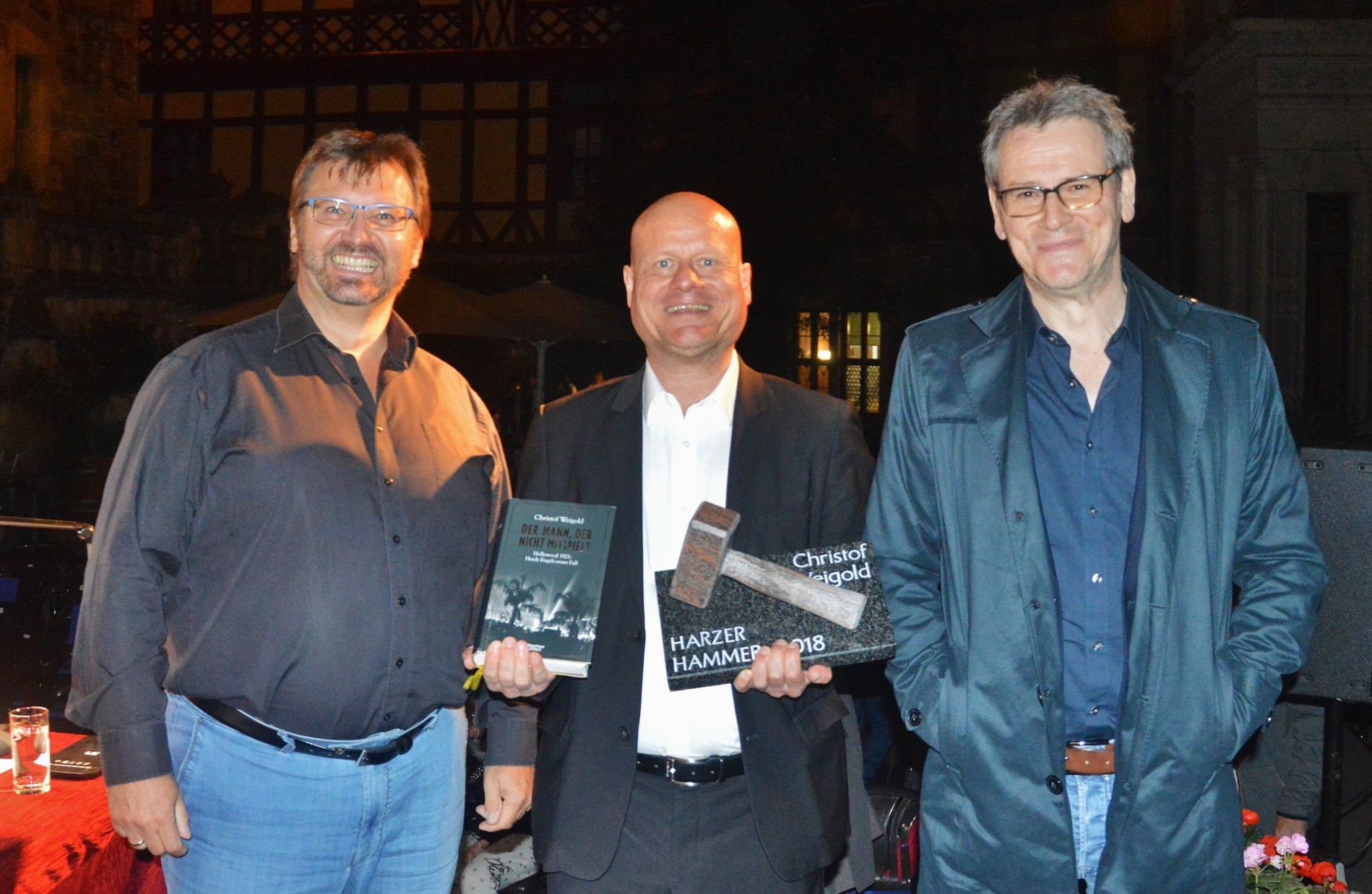
Gewinner des 1. Harzer Hammer: Christof Weigold (mitte) mit Andreas Gruber (links) und Oliver Bottini

Seit 2018 wird jährlich der Literaturpreis Harzer Hammer zur Förderung von Nachwuchsautoren im Bereich Kriminalroman / Thriller vergeben.
Im Vorfeld zur Preisverleihung tagt dazu jedes Jahr eine Jury, um über die eingesandten Bücher zu diskutieren und eine Shortlist zu erstellen.
Zum Auftakt des Mordsharz-Festivals im September wird der „gewichtige Preis“ an den Nachwuchsautor vom Vorjahressieger überreicht. Die Laudatio hält oft ein bekannter Bestsellerautor.
Einige der Preisträger bzw. Preisträgerinnen haben sich inzwischen einen Namen gemacht, ihre Bücher wurden mitunter aufwendig verfilmt.
Der Nachwuchsautoren-Preis Harzer Hammer des Mordsharz-Festivals wird mit 1.000 Euro dotiert.

### Preisträger
Liste der bisherigen Literaturpreisträger – Harzer Hammer:
- 2018 Christof Weigold: Der Mann, der nicht mitspielt (KiWi Verlag), ISBN 978-3-462-05290-9
- 2019 Thomas Koehler/Konstantin Zorn: Lambachs letzter Fall (Salomo Verlag), ISBN 978-3-941757-76-9
- 2020 Peter Grandl: Turmschatten (Verlag Das Neue Berlin), ISBN 978-3-360-01356-9
- 2021 Frauke Buchholz: Frostmond (Pendragon Verlag), ISBN 978-3-86532-760-4
- 2022 Johann Palinkas: Coup (Benevento Verlag), ISBN 978-3-7109-0120-1
- 2023 Peter Lorath: Fluch der Venus (Piper Verlag), ISBN 978-3-492-50626-7
- 2024 Hannah Essing: Die Tote von Nikosia (Ullstein Verlag), ISBN 978-3-548-06942-5